# Robert Brandes
Robert Brandes (* 27. März 1899 in Wolfenbüttel; † 5. März 1987 in Wiesbaden) war ein deutscher Ingenieur, NSDAP-Funktionär und kommissarischer Oberbürgermeister von Köln.

## Leben

### Herkunft und Ausbildung
Nach dem Studium der Ingenieurwissenschaften und Ablegung der zweiten Staatsprüfung mit anschließender Ernennung zum Regierungsbaumeister trat Brandes in den preußischen Verwaltungsdienst ein, wo er ab 1925 bei der Bau- und Finanzdirektion in Berlin Beschäftigung fand. Als Oberbauleiter wirkte er in dieser Zeit in Berlin, Frankfurt (Oder) und Düsseldorf. Zum 1. Januar 1931 trat Brandes, ein „Aktivist der ersten Stunde“, der NSDAP bei (Mitgliedsnummer 435.139).

### Brandes als Kölner Beigeordneter und Bürgermeister
Unmittelbar nach der Machtübernahme durch die Nationalsozialisten zählte Brandes zu den ersten, die infolge der Vertreibung des bisherigen Kölner Oberbürgermeisters Konrad Adenauer aus seinem Amt, auf Spitzenpositionen in Köln gelangten.:36 Am 13. März wurde Günter Riesen zum kommissarischen und später offiziellen Oberbürgermeister in Köln ernannt und Brandes zum kommissarischen und später offiziellen Bürgermeister (Erstem Beigeordneten).:76f Durch Vereinigung der Fachbereiche Hochbau, Tiefbau, Städtebau, Baupolizei und Liegenschaften zu einer »Baudirektion« trug er bereits ab 1933 Verantwortung für wesentliche Teile der Kölner Stadtentwicklung.:213 Brandes übernahm als einer der wenigen Kölner NS-Beigeordneten mit einer qualifizierten Vorbildung das Ressort für das Bau- und Grundstückswesen.:82
Nur einen Tag nach seiner Einsetzung als 1. kommissarischer Bürgermeister drohte Brandes mit einem an die Mitarbeiter der Stadtverwaltung gerichteten Rundschreiben vom 14. März 1933, „er werde jeden, der auch nur versuchen würde, die notwendige Aufbauarbeit offen, oder auch durch passiven Widerstand zu sabotieren, rücksichtslos und schnellstens entfernen und zur Rechenschaft ziehen.“:77 u. S. 589 Anm. 23 1937 erhielt Brandes die definitive Ernennung als Bürgermeister und ab Juli 1942 leitete er das Baudezernat.:36 Nach dem Tod des Oberbürgermeisters Peter Winkelnkemper (20. Juni 1944) leitete Brandes kommissarisch die Verwaltung der in weiten Teilen bereits zerstörten und entvölkerten Stadt Köln.:248

#### Wirken in Köln
Eines der ersten, von der neubesetzten nationalsozialistischen Stadtverwaltung insbesondere durch die Person Brandes aufgegriffenen Projekte, war die Sanierung der sogenannten „Kölner Altstadt“, des Martinsviertel an der Abtei Groß St. Martin.:86:225–228 Des Weiteren war er mit der baulichen Neuordnung Kölns im Sinne der neuen Machthaber befasst. Im April 1937 fand zu dieser eine Besprechung im Rheinhotel Dreesen in Bad Godesberg statt, im Beisein von Adolf Hitler, Grohé, des Oberbürgermeisters Karl Georg Schmidt und von Brandes.:236:213f Verkehrsminister Julius Dorpmüller besichtigte unter Erläuterung durch Brandes die Neuordnungspläne am 1. November 1940 im Gauhaus.:240

### Brandes als NS-Funktionsträger
Neben seinen Funktionen als Mitglied der Kölner Stadtverwaltung übte Robert Brandes mehrere Ämter innerhalb der NS-Verwaltung aus. So war er seit August 1934 Leiter des »Gauamtes für Heimstättenwesen« innerhalb der Gauleitung Köln–Aachen unter dem Gauleiter Josef Grohé. Darüber hinaus war er »Gaubeauftragter des Generalbevollmächtigten für die Regelung der Bauwirtschaft im Gau Köln–Aachen«. Die kurz “GB–Bau” benannte Dienststelle war seit Ende 1938 bei Hermann Göring angesiedelt und stand nach dem Tod von Fritz Todt (10. Februar 1942) unter der Leitung von Albert Speer. Zu den Aufgaben von Brandes gehörten dabei die Koordination der Fliegerschädenbeseitigung und der Luftschutzbau (Bunker). Durch die gleichzeitig von ihm ausgeübte Leitung des Gaueinsatzstabes zur „überregionalen Koordination der Fliegerschädenbeseitigung“ besetzte Brandes alle relevanten Stellen, die mit Fragen von Aufräumarbeiten, des Wiederaufbaues und des seit Kriegsbeginn geltenden Neubauverbotes befasst waren.:36 Neben diesen Funktionen war Brandes bereits seit 1933 Gauwohnungskommissar und Leiter des Kampfbundes für deutsche Kultur Rheinland.
Als Herausgeber und Redakteur verantwortete Robert Brandes auch für mehrere Jahre (1934/1935) die Publikation der Zeitschrift Rheinische Blätter der ›NS-Kulturgemeinde in der NS-Gemeinschaft Kraft durch Freude‹ die von 1924 bis 1944 in wechselnder Betitelung und Herausgeberschaft erschien.

### Kriegsende und Nachkriegszeit
Mit der Besetzung Kölns durch Alliierte Truppen ergriffen die letzten Funktionsträger des NS-Regimes die Flucht über den Rhein. Als kommissarischer Oberbürgermeister der rechtsrheinischen Stadtteile fungierte Brandes zwar noch bis zu deren Befreiung vom 12. bis zum 15. April 1945, doch verließ er die Stadt bereits am 4. März 1945. Er unterquerte hierzu, begleitet von seinen engsten Mitarbeitern, den Rhein bei Niehl durch einen Abwasser-Düker. Am nächsten Tag sollen 30 Gestapoangehörige, bei dem Versuch denselben Fluchtweg zu nutzen, in dem zwischenzeitlich eingestürzten Düker ums Leben gekommen sein.:525 Für den Fall der Besetzung auch des rechtsrheinischen Stadtgebietes, beauftragte Brandes am 24. März 1945 den Stadtdirektor August Osthus mit der Fortführung der Verwaltung.:528 Bei Kriegsende von seinem Amt enthoben, war ihm eine Rückkehr in den öffentlichen Dienst nicht möglich. Nach 1945 arbeitete Robert Brandes als Geschäftsführer.
Robert Brandes war seit 1933 mit der Journalistin Irma Fiebig verheiratet.